# Badminton nos Jogos Olímpicos de Verão de 2020 - Duplas mistas
O torneio de duplas mistas do badminton nos Jogos Olímpicos de Verão de 2020 ocorreu entre os dias 24 e 30 de julho de 2021 no Musashino Forest Sports Plaza, em Tóquio. Um total de 16 duplas de jogadores representando 15 nações participaram do torneio.
A dupla chinesa, Wang Yilyu e Huang Dongping, conquistou a medalha de ouro depois de vencer seus compatriotas e então números 1 do mundo Zheng Siwei e Huang Yaqiong na final; o bronze ficou com os japoneses Yuta Watanabe e Arisa Higashino.

## Qualificação
A qualificação se deu inteiramente através do ranking mundial. As nações com pelo menos duas duplas entre os oito primeiros no ranking puderam enviar um máximo de duas duplas (4 jogadores); todas as demais nações ficaram limitadas a uma única dupla, respeitando suas posições no ranking mundial, até que o limite de 16 duplas fossem selecionadas. No entanto, cada continente teve a garantia de ter pelo menos uma dupla representada, eliminando os piores classificados para abrir espaço para uma garantia continental, se necessário.

## Calendário
|           | Sábado 24 jul | Domingo 25 jul | Segunda 26 jul | Terça 27 jul | Quarta 28 jul | Quinta 29 jul | Sexta 30 jul |
| --------- | ------------- | -------------- | -------------- | ------------ | ------------- | ------------- | ------------ |
| Masculino | Grupos        | Grupos         | Grupos         |              | Quartas       | Semi          | Final        |

## Medalhistas
| Ouro   | CHN Wang Yilyu e Huang Dongping     |
| Prata  | CHN Zheng Siwei e Huang Yaqiong     |
| Bronze | JPN Yuta Watanabe e Arisa Higashino |

## Resultados

### Fase de grupos
A fase de grupos consistiu de quatro grupos com quatro duplas cada e foi disputada entre 24 e 26 de julho de 2021. As duas primeiras duplas de cada grupo avançaram para a fase final.

#### Grupo A
| Equipe                              | J | V | D | SG | SP | Pts |
| ----------------------------------- | - | - | - | -- | -- | --- |
| CHN Zheng Siwei / Huang Yaqiong     | 3 | 3 | 0 | 6  | 0  | 3   |
| KOR Seo Seung-jae / Chae Yoo-jung   | 3 | 2 | 1 | 4  | 3  | 2   |
| NED Robin Tabeling / Selena Piek    | 3 | 1 | 2 | 3  | 4  | 1   |
| EGY Adham Hatem Elgamal / Doha Hany | 3 | 0 | 3 | 0  | 6  | 0   |

| Dupla 1                 | Resultado          | Dupla 2                 |
| 24 de julho, 10:20      | 24 de julho, 10:20 | 24 de julho, 10:20      |
| ----------------------- | ------------------ | ----------------------- |
| CHN Zheng S / Huang Y   | 21–5 21–10         | EGY AH Elgamal / D Hany |
| 24 de julho, 10:20      |                    |                         |
| KOR Seo S-j / Chae Y-j  | 16–21 –15 21–11    | NED R Tabeling / S Piek |
| 25 de julho, 14:00      |                    |                         |
| CHN Zheng S / Huang Y   | 21–15 22–20        | NED R Tabeling / S Piek |
| 25 de julho, 18:00      |                    |                         |
| KOR Seo S-j / Chae Y-j  | 21–7 21–3          | EGY AH Elgamal / D Hany |
| 26 de julho, 10:40      |                    |                         |
| NED R Tabeling / S Piek | 21–9 21–4          | EGY AH Elgamal / D Hany |
| 26 de julho, 12:40      |                    |                         |
| CHN Zheng S / Huang Y   | 21–14 21–17        | KOR Seo S-j / Chae Y-j  |

#### Grupo B
| Equipe                                               | J | V | D | SG | SP | Pts |
| ---------------------------------------------------- | - | - | - | -- | -- | --- |
| GBR Marcus Ellis / Lauren Smith                      | 3 | 3 | 0 | 6  | 0  | 3   |
| THA Dechapol Puavaranukroh / Sapsiree Taerattanachai | 3 | 2 | 1 | 4  | 2  | 2   |
| FRA Thom Gicquel / Delphine Delrue                   | 3 | 1 | 2 | 2  | 4  | 1   |
| CAN Joshua Hurlburt-Yu / Josephine Wu                | 3 | 0 | 3 | 0  | 6  | 0   |

| Dupla 1                                | Resultado         | Dupla 2                  |
| 24 de julho, 9:40                      | 24 de julho, 9:40 | 24 de julho, 9:40        |
| -------------------------------------- | ----------------- | ------------------------ |
| GBR M Ellis / L Smith                  | 21–18 21–17       | FRA T Gicquel / D Delrue |
| 24 de julho, 18:40                     |                   |                          |
| THA D Puavaranukroh / S Taerattanachai | 21–13 21–6        | CAN J Hurlburt-Yu / J Wu |
| 25 de julho, 12:00                     |                   |                          |
| THA D Puavaranukroh / S Taerattanachai | 21–9 21–15        | FRA T Gicquel / D Delrue |
| 25 de julho, 19:20                     |                   |                          |
| GBR M Ellis / L Smith                  | 21–13 21–19       | CAN J Hurlburt-Yu / J Wu |
| 26 de julho, 12:00                     |                   |                          |
| THA D Puavaranukroh / S Taerattanachai | 12–21 19–21       | GBR M Ellis / L Smith    |
| 26 de julho, 13:20                     |                   |                          |
| FRA T Gicquel / D Delrue               | 21–12 21–13       | CAN J Hurlburt-Yu / J Wu |

#### Grupo C
| Equipe                                       | J | V | D | SG | SP | Pts |
| -------------------------------------------- | - | - | - | -- | -- | --- |
| JPN Yuta Watanabe / Arisa Higashino          | 3 | 3 | 0 | 6  | 1  | 3   |
| INA Praveen Jordan / Melati Daeva Oktavianti | 3 | 2 | 1 | 4  | 3  | 2   |
| DEN Mathias Christiansen / Alexandra Bøje    | 3 | 1 | 2 | 3  | 4  | 1   |
| AUS Simon Leung / Gronya Somerville          | 3 | 0 | 3 | 1  | 6  | 0   |

| Dupla 1                      | Resultado         | Dupla 2                      |
| 24 de julho, 9:00            | 24 de julho, 9:00 | 24 de julho, 9:00            |
| ---------------------------- | ----------------- | ---------------------------- |
| JPN Y Watanabe / A Higashino | 20–22 21–11 21–15 | DEN M Christiansen / A Bøje  |
| 24 de julho, 11:40           |                   |                              |
| INA P Jordan / MD Oktavianti | 20–22 21–17 21–13 | AUS S Leung / G Somerville   |
| 25 de julho, 13:20           |                   |                              |
| INA P Jordan / MD Oktavianti | 24–22 21–19       | DEN M Christiansen / A Bøje  |
| 25 de julho, 18:40           |                   |                              |
| JPN Y Watanabe / A Higashino | 21–7 21–15        | AUS S Leung / G Somerville   |
| 26 de julho, 10:40           |                   |                              |
| INA P Jordan / MD Oktavianti | 13–21 10–21       | JPN Y Watanabe / A Higashino |
| 26 de julho, 13:20           |                   |                              |
| DEN M Christiansen / A Bøje  | 21–6 21–14        | AUS S Leung / G Somerville   |

#### Grupo D
| Equipe                              | J | V | D | SG | SP | Pts |
| ----------------------------------- | - | - | - | -- | -- | --- |
| CHN Wang Yilyu / Huang Dongping     | 3 | 3 | 0 | 6  | 0  | 3   |
| HKG Tang Chun Man / Tse Ying Suet   | 3 | 2 | 1 | 4  | 4  | 2   |
| GER Mark Lamsfuß / Isabel Herttrich | 3 | 1 | 2 | 3  | 4  | 1   |
| MAS Chan Peng Soon / Goh Liu Ying   | 3 | 0 | 3 | 1  | 6  | 0   |

| Dupla 1              | Resultado          | Dupla 2                     |
| 24 de julho, 12:20   | 24 de julho, 12:20 | 24 de julho, 12:20          |
| -------------------- | ------------------ | --------------------------- |
| CHN Wang Y / Huang D | 24–22 21–17        | GER M Lamsfuß / I Herttrich |
| 24 de julho, 19:20   |                    |                             |
| MAS Chan PS / Goh LY | 18–21 –10 16–21    | HKG Tang CM / Tse YS        |
| 25 de julho, 11:20   |                    |                             |
| MAS Chan PS / Goh LY | 12–21 15–21        | GER M Lamsfuß / I Herttrich |
| 25 de julho, 12:00   |                    |                             |
| CHN Wang Y / Huang D | 21–12 21–18        | HKG Tang CM / Tse YS        |
| 26 de julho, 12:00   |                    |                             |
| HKG Tang CM / Tse YS | 22–20 20–22 21–16  | GER M Lamsfuß / I Herttrich |
| 26 de julho, 18:40   |                    |                             |
| CHN Wang Y / Huang D | 21–13 21–19        | MAS Chan PS / Goh LY        |

### Fase final
A fase final foi disputada em formato eliminatório direto, entre 28 e 30 de julho, até a definição dos medalhistas.
|  | Quartas de final | Quartas de final                                       | Quartas de final                    | Quartas de final                  | Quartas de final |                                   |                                     | Semifinal                             | Semifinal           | Semifinal           | Semifinal           | Semifinal           |                     |    | Final | Final                                 | Final | Final | Final |  |  |
|  |                  |                                                        |                                     |                                   |                  |                                   |                                     |                                       |                     |                     |                     |                     |                     |    |       |                                       |       |       |       |  |  |
|  | A1               | CHN Zheng Siwei CHN Huang Yaqiong                      | 21                                  | 21                                |                  |                                   |                                     |                                       |                     |                     |                     |                     |                     |    |       |                                       |       |       |       |  |  |
|  | C2               | INA Praveen Jordan INA Melati Daeva Oktavianti         | 17                                  | 15                                |                  |                                   |                                     |                                       |                     |                     |                     |                     |                     |    |       |                                       |       |       |       |  |  |
|  | C2               | INA Praveen Jordan INA Melati Daeva Oktavianti         | 17                                  | 15                                |                  | A1                                | CHN Zheng Siwei CHN Huang Yaqiong   | 21                                    | 21                  |                     |                     |                     |                     |    |       |                                       |       |       |       |  |  |
|  |                  |                                                        |                                     |                                   |                  | A1                                | CHN Zheng Siwei CHN Huang Yaqiong   | 21                                    | 21                  |                     |                     |                     |                     |    |       |                                       |       |       |       |  |  |
|  |                  | D2                                                     | HKG Tang Chun Man HKG Tse Ying Suet | 16                                | 12               |                                   |                                     |                                       |                     |                     |                     |                     |                     |    |       |                                       |       |       |       |  |  |
|  | B1               | D2                                                     | HKG Tang Chun Man HKG Tse Ying Suet | 16                                | 12               | GBR Marcus Ellis GBR Lauren Smith | 13                                  | 18                                    |                     |                     |                     |                     |                     |    |       |                                       |       |       |       |  |  |
|  | B1               |                                                        |                                     |                                   |                  | GBR Marcus Ellis GBR Lauren Smith | 13                                  | 18                                    |                     |                     |                     |                     |                     |    |       |                                       |       |       |       |  |  |
|  | D2               | HKG Tang Chun Man HKG Tse Ying Suet                    | 21                                  | 21                                |                  |                                   |                                     |                                       |                     |                     |                     |                     |                     |    |       |                                       |       |       |       |  |  |
|  |                  |                                                        |                                     |                                   |                  |                                   |                                     |                                       |                     |                     |                     |                     |                     |    | A1    | CHN Zheng Siwei CHN Huang Yaqiong     | 17    | 21    | 19    |  |  |
|  |                  |                                                        | D1                                  | CHN Wang Yilyu CHN Huang Dongping | 21               | 17                                | 21                                  |                                       |                     |                     |                     |                     |                     |    |       |                                       |       |       |       |  |  |
|  | C1               | JPN Yuta Watanabe JPN Arisa Higashino                  | 15                                  | 21                                | 21               |                                   |                                     |                                       |                     |                     |                     |                     |                     |    |       |                                       |       |       |       |  |  |
|  | B2               | THA Dechapol Puavaranukroh THA Sapsiree Taerattanachai | 21                                  | 16                                | 14               |                                   |                                     |                                       |                     |                     |                     |                     |                     |    |       |                                       |       |       |       |  |  |
|  | B2               | THA Dechapol Puavaranukroh THA Sapsiree Taerattanachai | 21                                  | 16                                | 14               |                                   | C1                                  | JPN Yuta Watanabe JPN Arisa Higashino | 23                  | 15                  | 14                  |                     |                     |    |       |                                       |       |       |       |  |  |
|  |                  |                                                        |                                     |                                   |                  |                                   | C1                                  | JPN Yuta Watanabe JPN Arisa Higashino | 23                  | 15                  | 14                  |                     |                     |    |       |                                       |       |       |       |  |  |
|  |                  | D1                                                     | CHN Wang Yilyu CHN Huang Dongping   | 21                                | 21               | 21                                |                                     |                                       | Disputa pelo bronze | Disputa pelo bronze | Disputa pelo bronze | Disputa pelo bronze | Disputa pelo bronze |    |       |                                       |       |       |       |  |  |
|  | A2               | D1                                                     | CHN Wang Yilyu CHN Huang Dongping   | 21                                | 21               | 21                                | KOR Seo Seung-jae KOR Chae Yoo-jung | 9                                     | Disputa pelo bronze | Disputa pelo bronze | Disputa pelo bronze | Disputa pelo bronze | Disputa pelo bronze | 16 |       |                                       |       |       |       |  |  |
|  | A2               |                                                        |                                     |                                   |                  |                                   | KOR Seo Seung-jae KOR Chae Yoo-jung | 9                                     |                     |                     |                     |                     |                     | 16 |       |                                       |       |       |       |  |  |
|  | D1               | CHN Wang Yilyu CHN Huang Dongping                      | 21                                  | 21                                |                  |                                   |                                     |                                       |                     |                     |                     |                     |                     |    | D2    | HKG Tang Chun Man HKG Tse Ying Suet   | 17    | 21    |       |  |  |
|  |                  |                                                        |                                     |                                   |                  |                                   |                                     |                                       |                     |                     |                     |                     |                     |    | C1    | JPN Yuta Watanabe JPN Arisa Higashino | 21    | 23    |       |  |  |